# Theuma andonea
Theuma andonea là một loài nhện trong họ Gnaphosidae.
Loài này thuộc chi Theuma. Theuma andonea được George Newbold Lawrence miêu tả năm 1927.